# Амар Дедић
Амар Дедић (Цел ам Зе, 18. август 2002) је босанскохерцеговачки фудбалер који тренутно наступа за Олимпик из Марсеља. Игра на позицији десног бека.
Дедић је рођен у месту Цел ам Зе у Аустрији, од родитеља из Босне и Херцеговине. Његова породица је пореклом из места Ораховица Доња код Грачанице.

## Успеси
Ред бул Салцбург
- Бундеслига Аустрије (1) : 2022/23.[7]
- Куп Аустрије  (1) : 2020/21.[8]

Појединачни
- Идеални тим Бундеслиге Аустрије: 2022/23.[9]
- Најбољи млади босанскохерцеговачки фудбалер: 2022/23.[10]